# Красная Яруга
Кра́сная Яру́га — посёлок городского типа в Белгородской области России, административный центр Краснояружского района и городского поселения «Посёлок Красная Яруга».

## Название
Существует несколько версий названия этого поселка. По одной из них, в ходе ожесточенных столкновений русского народа с нашествием половцев, а затем с татар, после очередной сечи, земля на месте под населенным пунктом, окрашивалась в красный цвет, как и вода в реке. Один из воинов подошел к реке, чтобы умыться, увидел это и сказал:  "Отстояли мы эту землю от басурман - нам на ней и жить!".
По другой версии, название от русского «красный» (в значении «красивый») и диалектного слова «яруга» (крутостенная балка небольших размеров; овраг, прекративший рост). «Яруга» на украинском языке — глубокий крутой яр. Первопоселенцы называли посёлок Красное село, а немного позже название поменялось на сегодняшний вариант.

## География
Посёлок расположен в 4 км от железнодорожной станции Свекловичная (на линии Белгород — Сумы).

## История
Населённый пункт впервые упоминается в 1681 году. Именно этот год и считается датой основания Красной Яруги. Посёлок располагается на р. Красный Колодезь, правом притоке реки Илёк. Изначально, слобода относилась к Хотмыжскому уезду сначала Харьковского наместничества (губернии), а затем, в 1802-1838 годах - Курской губернии.
В документах 1681 г. указаны первые владельцы «в районе течения р. Красный Колодезь (приток р. Олек) и Красной Яруги Хотмыжского уезда данной на поместья детям боярским В. Е. Горбунову, Д. Стародубцеву, Е. Букавцову, Г. Бордукову, А. Храпунову».
В 1702-1707 гг. это поместье продано сумскому полковнику А. Г. Кондратьеву.
В 1726 году, когда в селе было 27 домохозяйств, проживало 139 жителей (крепостных) и 2 церковника, следующий владелец - помещик К.Т.Мезенцев продает с. Красное(Красная Яруга тож) «земли 135 четвертей в поли, а в дву по тому тож» братьям Ивану и Григорию Савичам. Они в свою оченредь в 1734 году перепродают поместье генерал-адъютанту князю А. И. Шаховскому. 
В 1776 г. дочь А. И. Шаховского продает Красную Яругу дворянину Мине Лазаревичу Лазареву. Число жителей увеличилось к тому времени до 606. Далее, почти столетие, имение принадлежит дворянам Хлюстиным. На этот момент село располагалось по обеим сторонам речки Красный Колодезь, в селе имеется деревянная церковь "бессребреников Козмы и Дамиана". Следующим владельцем имения была помещица М. С. Бибикова, у которой в октябре 1872 г. имение приобретает И. Г. Харитоненко. 
В 1874 году известный украинский промышленник И. Г. Харитоненко построил здесь сахарный завод. Двумя года ранее он приобрел в Краснояружской волости 11 тысяч десятин земли. Иван Герасимович с сыном Павлом  Ивановичем (1852-1914) строили заводы, возводили за свой счет церкви (в 1893 году на восточном берегу пруда, напротив своей усадьбы П. И. Харитоненко возводит великолепный, в русском стиле, храм бессребреников Косьмы и Дамиана), строили медицинские заведения и богадельни, широко занимались благотворительной деятельностью: вкладывали деньги в образование, здравоохранение, учреждали стипендии студентам, благоустраивали местность. При Харитоненко курское имение Красная Яруга становится крупным промышленным образцовым хозяйством, а так же успехами в полеводстве и животноводстве, садовыми питомниками и лесным хозяйством. С имении была устроена метеорологическая станция. До сих пор служат людям, построенные на средства Харитоненко: больница, дома земского врача и управляющего, заводские склады, коровник, конюшни, мастерские, здания железнодорожных станций.
В Красной Яруге у дома семьи, который был выстроен заново в 1870-1880-е годы, сохранились три дуба-долгожителя, у которых смонтирован памятный постамент.
После создания в июне 1928 года Центрально-Черноземной области из северо-западной части бывшего Грайворонского уезда был создан Краснояружский район, входил в состав Курской области. При создании 6 января 1954 года Белгородской области Краснояружский район был передан в её состав и впоследствии включен в Ракитянский район. В современных границах Краснояружский район был восстановлен 22 апреля 1991 года Указом Президиума Верховного Совета РСФСР. 
В конце 1990-х гг. в центре поселка возвели новый храм бессребреников Косьмы и Дамиана. В 1994 г. открыт краеведческий музей, где отдельная экспозиция, посвящена истории усадьбы и семье Харитоненко.
Статус посёлка городского типа с 1958 года.

## Население
| 1959  | 1970  | 1979  | 1989  | 2002  | 2009  | 2010  | 2012  | 2013  |
| ----- | ----- | ----- | ----- | ----- | ----- | ----- | ----- | ----- |
| 8476  | ↗8490 | ↘7482 | ↘7221 | ↗7823 | ↗8005 | ↗8028 | ↘8008 | ↗8010 |
| 2014  | 2015  | 2016  | 2017  | 2018  | 2019  | 2020  | 2021  |       |
| ↘7941 | ↗7948 | ↗8099 | ↗8168 | ↘8082 | ↘7967 | ↘7885 | ↗7957 |       |

Национальный состав
По итогам переписи населения 2020 года проживали следующие национальности (национальности менее 0,1 % и другое, см. в сноске к строке «Другие»):
| Национальность | Численность, чел. | Доля     |
| -------------- | ----------------- | -------- |
| Русские        | 7655              | 96,20 %  |
| Украинцы       | 76                | 0,96 %   |
| Армяне         | 40                | 0,50 %   |
| Турки          | 11                | 0,14 %   |
| Другие         | 175               | 2,20 %   |
| Итого          | 7957              | 100,00 % |

## Известные уроженцы, жители
В посёлке родились: Герой Советского Союза Григорий Ткаченко, бывший губернатор Белгородской области Евгений Савченко, русский и эстонский писатель Борис Крячко, доктор филологических наук Гречко Виктор Александрович, глава администрации Старооскольского округа Владимир Жданов.

## Экономика
В посёлке находятся сахарный, кирпичный заводы, швейная фабрика (не работает), племзавод (не работает).